# Halle-Ingooigem 2017
La 70e édition de Halle-Ingooigem a eu lieu le 21 juin 2017. Elle fait partie du calendrier UCI Europe Tour 2017 en catégorie 1.1. 
C'est la 5e course de la Coupe de Belgique 2017.
La course est remportée par le Français Arnaud Démare.

## Équipes
| WorldTeams (4)- Lotto-Soudal - FDJ - Lotto NL-Jumbo - Quick-Step Floors Équipes continentales professionnelles (7)- Verandas Willems-Crelan - Fortuneo-Vital Concept - Roompot-Nederlandse Loterij - Sport Vlaanderen-Baloise - Cofidis, Solutions Crédits - Wanty-Groupe Gobert - WB-Veranclassic-Aqua Protect Équipes continentales (9)- An Post-ChainReaction - Pauwels Sauzen-Vastgoedservice - Beobank-Corendon - T.Palm-Pôle Continental Wallon - Cibel-Cebon - Tarteletto-Isorex - ERA-Circus - IsoWhey Sports-Swiss Wellness - Marlux-Napoleon Games Équipe nationale- Belgique |
| |

## Classement final
| \| Classement général \| Classement général \| Classement général \| Classement général \| Classement général \| \| Coureur \| Coureur \| Pays \| Équipe \| Temps \| \| ------------------ \| ------------------ \| ------------------ \| --------------------------- \| ------------------ \| \| 1er \| Arnaud Démare \| France \| FDJ \| 4 h 39 min 52 s \| \| 2e \| Edward Theuns \| Belgique \| Belgique \| + 0 s \| \| 3e \| Iljo Keisse \| Belgique \| Quick-Step Floors \| + 0 s \| \| 4e \| Maxime Daniel \| France \| Fortuneo-Vital Concept \| + 0 s \| \| 5e \| Coen Vermeltfoort \| Pays-Bas \| Roompot-Nederlandse Loterij \| + 0 s \| |                   |          |                             |                 |
| |                   |          |                             |                 |
| Source : ProCyclingStats |                   |          |                             |                 |
| Classement général |                   |          |                             |                 |
| Coureur | Coureur           | Pays     | Équipe                      | Temps           |
| 1er | Arnaud Démare     | France   | FDJ                         | 4 h 39 min 52 s |
| 2e | Edward Theuns     | Belgique | Belgique                    | + 0 s           |
| 3e | Iljo Keisse       | Belgique | Quick-Step Floors           | + 0 s           |
| 4e | Maxime Daniel     | France   | Fortuneo-Vital Concept      | + 0 s           |
| 5e | Coen Vermeltfoort | Pays-Bas | Roompot-Nederlandse Loterij | + 0 s           |